# Komet Shoemaker-Holt 1
Komet Shoemaker-Holt 1 (uradna oznaka je 128P/Shoemaker-Holt) je periodični komet z obhodno dobo okoli 9,5 let. 
Komet pripada Jupitrovi družini kometov .

## Odkritje
Komet so odkrili ameriški astronomi Carolyn Jean Spellmann Shoemaker, Eugene Merle Shoemaker in Henry E. Holt 18. oktobra 1987 na Observatoriju Palomar v Kaliforniji, ZDA. 

## Lastnosti
Komet je v letu 1997 razpadel na dva dela  , ki so ju označili z oznakama 128P/Shoemaker-Holt  1-A in 128P/Shoemaker-Holt  1-B. Jedro komponente B ima premer 4,6 km . 
V letu 1982 se je približal Jupitru na razdaljo samo 0,13 a.e., kar je povzročilo, da se je razdalja prisončja zmanjšala iz 4,2 a.e. na 3,1 a.e. (po izračunih Kazuo Kinošite). Komet je bil odkrit leta 1987, ko je prišel v notranji del Osončja, in je postal svetlejši .
V letu 1997 je postal še svetlejši, verjetno zaradi razpada jedra na vsaj dva dela. V letu 2029 se bo približal Jupitru na razdaljo 0,28 a.e. ,   
kar bo verjetno zopet močno vplivalo na njegovo tirnico.